# Bludzie Wielkie
Bludzie Wielkie (Duits: Groß Bludszen; 1936-1938: Bludschen; 1938-1945: Forsthausen) is een plaats in het Poolse woiwodschap Ermland-Mazurië, in het district Gołdapski. De plaats maakt deel uit van de gemeente Dubeninki.

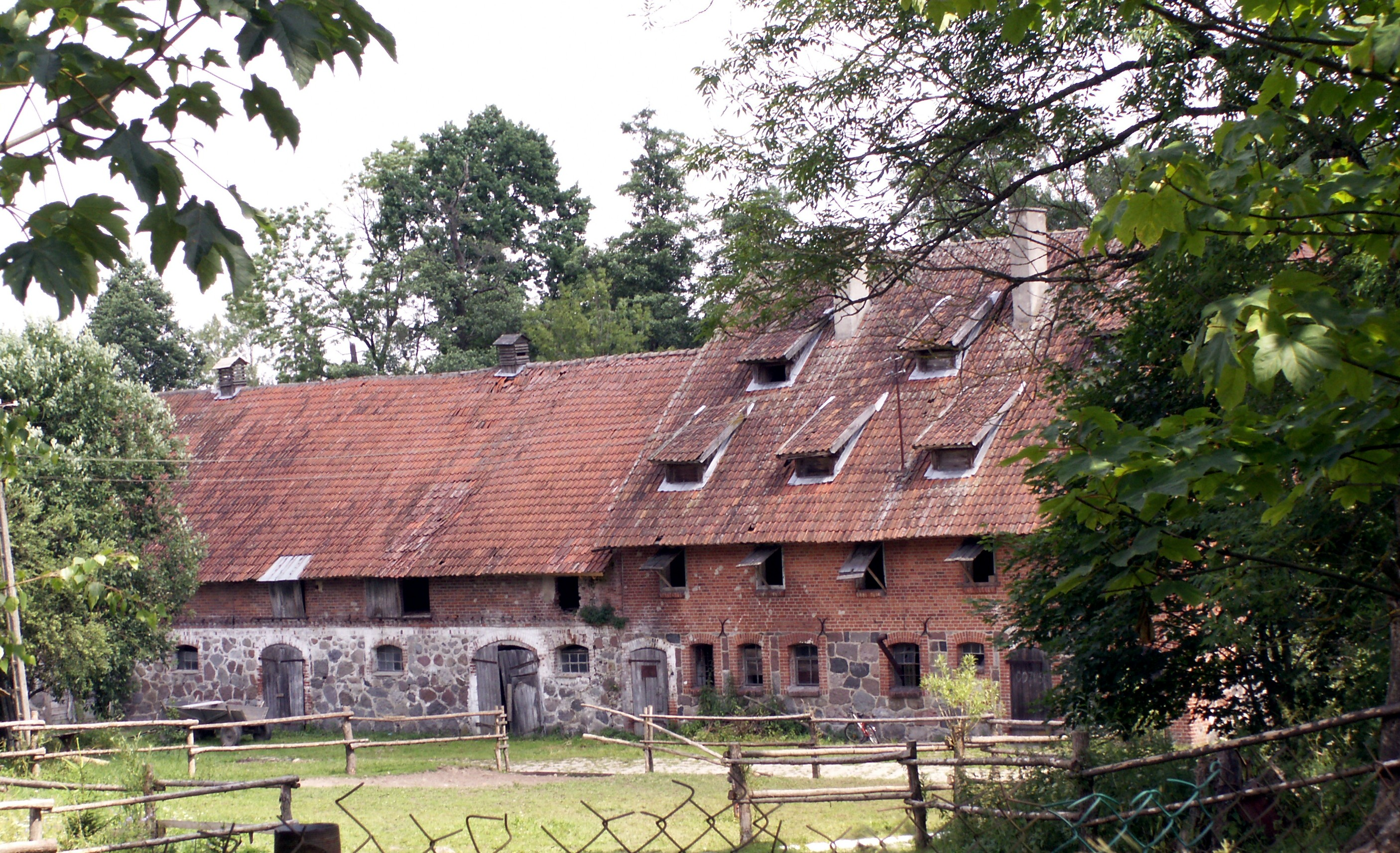
Oude stallen in Bludzie Wielkie